# Raymond Creton
Raymond Creton, né le 8 février 1904 à Cherbourg (Cherbourg-Octeville en 2000, puis commune déléguée dans Cherbourg-en-Cotentin depuis 2016) (Manche) et mort en service aérien commandé le 21 février 1948 dans la Manche, est un marin et aviateur français,. 